# Alvaro Hubiera
Alvaro Martín Hubiera Robles (ur. 2 listopada 1985) – dominikański zapaśnik walczący w stylu klasycznym. Brązowy medalista mistrzostw panamerykańskich w 2013. Wicemistrz igrzysk boliwaryjskich w 2013 i mistrzostw Ameryki Południowej w 2012 i 2014 roku.